# Чарминар

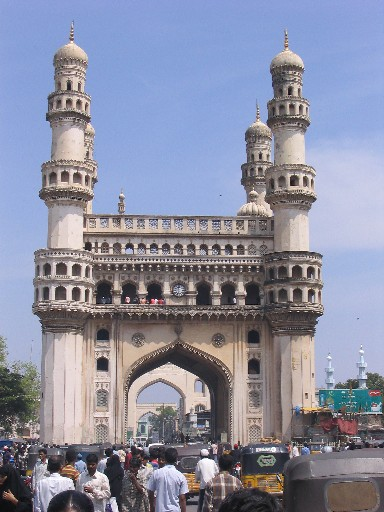
Чарминар

Чарминар (Деванагари: चार मीनार, насталик: چار مینار, буквал. перевод: «Четыре Башни» или «Мечеть Четырёх минаретов») — один из самых важных памятников в городе Хайдарабаде, административном центре Андхра-Прадеша, Индия.
Голкондский султан Мухаммед Кули Кутб Шах построил эту мечеть в 1591 году вскоре после того, как переместил свою столицу из Голконды в Хайдарабад. По легенде, Шах пообещал Аллаху построить мечеть на том месте, где молился, если тот остановит чуму.

## Архитектура
Здание имеет квадратную форму. Каждая сторона имеет длину 20 м, и у каждого из углов есть высокий минарет. Эти четыре изящно вырезанных минарета возносятся в небо на высоту 48,7 м выше основания, доминируя над пейзажем на километр вокруг. У каждого минарета есть по четыре уровня, отмеченные изящно вырезанным кольцом вокруг минарета. В отличие от Тадж-Махала, четыре рифлёно-резных минарета встроены в главную структуру здания. В минаретах 149 ступеней винтовой лестницы ведут наверх, в точку, с которой обеспечивается панорамный вид города.

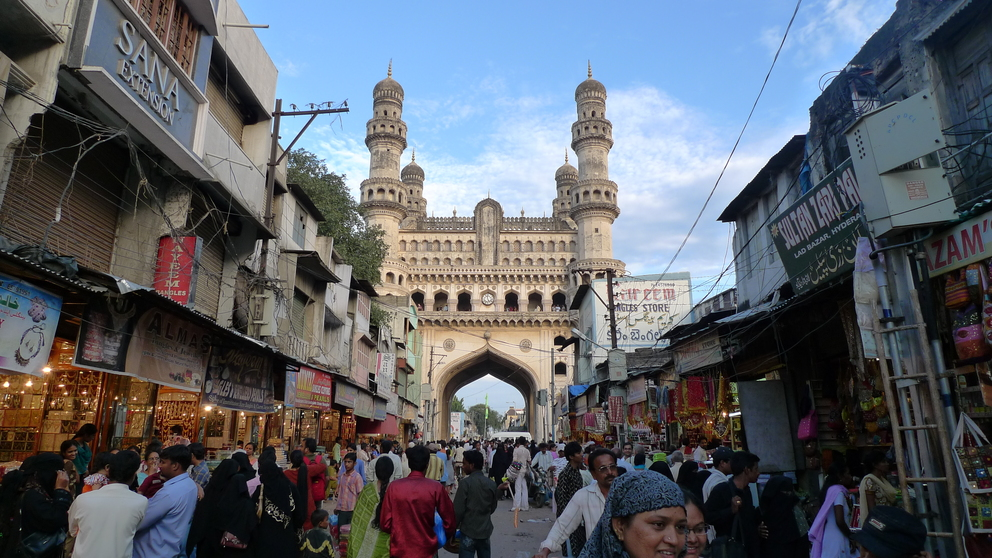
Вечером в Лаад Базар около Чарминара

Каждая сторона структуры открывается в площадь гигантскими арками, пропускающими четыре главных проезда, которые когда-то были королевскими дорогами. Арки затмевают другие особенности здания кроме минаретов. Каждая арка — 11 м в ширину и 20 м в длину. Установленые в 1889 году, в арках поныне размещены часы. Внутри, по периметру здания, проходят две галереи, терраса и молитвенный зал.